# Kyrylo Tkatschenko
Kyrylo Tkatschenko (ukrainisch Кирило Ткаченко; wiss. Transliteration Kyrylo Tkačenko, * 13. September 1980 in Kiew) ist ein ukrainischer Autor.

## Biografie
Tkatschenko, der im deutschsprachigen Raum unter dem Namen Tkachenko publiziert, studierte in Kiew von 1998 bis 2003 an der Nationalen Taras-Schewtschenko-Universität Kiew Philosophie. Von 2003 an lebte er eine Reihe von Jahren in München, um an der Ludwig-Maximilians-Universität München über die Hegelsche Logik zu promovieren. Er zog 2014 wieder zurück in die ukrainische Hauptstadt, um schließlich 2023 während des russischen Krieges gegen die Ukraine erneut nach München zurückzukehren, wo seine Ehefrau mit den beiden Söhnen seit Beginn des russischen Krieges gegen die Ukraine wieder lebte, um seine politisch-historische Dissertation abzuschließen.

## Werk
Tkatschenko war zunächst Mitbegründer und Co-Redakteur der ukrainischen Zeitschrift der Sozialen Kritik Spilne und wirkte mit in politischen Bewegungen, am Rande auch in der Free-Mumia-Bewegung. So publizierte er 2012 über den Gefängnisboom in den USA anhand des Falls Mumia Abu-Jamal. Der Münsteraner Verlag lehnte nach 2014 die Analysen Tkatschenkos zum Euromaidan Wem gehört Maidan? Kritische Beobachtungen zur ukrainischen und deutschen Linken zu drucken ab, was zusammen mit anderen Impulsen den Anstoß zu seiner Studie Rechte Tür links gab, in der er die starken Überschneidungen in Positionen der extremen Linken und der Rechten in Deutschland analysiert. Tkatschenko gehört zu den Autoren des Blogs Reft&Light, der sich der Querfront widmete. Seit dem Euromaidan arbeitet Tkatschenko an seiner Dissertation über die ukrainischen Bergarbeiter von 1989 bis 1993 und ihre Forderungen nach nationaler und später regionaler Souveränität, die in Frankfurt an der Oder an der Europa-Universität Viadrina verteidigt werden soll. Aus seinem zurückgezogenen Beobachterposten entstehen immer wieder kleine Studien und Beiträge, die in Zeitschriften und anderen Medien erscheinen.

## Stipendien
- 2016 und 2022 Visiting Fellow am IWM in Wien.
- Zeit-Stiftung Ebelin und Gerd Bucerius.

## Veröffentlichungen

### Buchveröffentlichungen
- Der Fall Mumia Abu-Jamal. Rassismus, strafender Staat und die US-Gefängnisindustrie. Unrast, Münster 2012. ISBN 9783897710436.
- Праві двері зліва. Німецька радикальна лівиця і революція та війна в Україні: 2013–2018 роки. Krytyka, Kyjiw 2019. ISBN 978-966-2789-00-3.
  - Rechte Tür links. Radikale Linke in Deutschland, die Revolution und der Krieg in der Ukraine, 2013–2018. Übersetzt von Christian Weise. ibidem, Stuttgart 2023 (Ukrainian Voices; 46). ISBN 978-3-8382-1711-6.

### Artikel (Auswahl)
- Bologna-Prozess, in: Johanna-Charlotte Horst (Hrsg.), Unbedingte Universitäten: Bologna-Bestiarium. Zürich-Berlin 2013, 67–74.
- Історія однієї дивної перемоги, або Хто виграв внаслідок ринкових перетворень?, in: 20 років капіталізму в Україні: історія однієї ілюзії, ред. Кирило Ткаченко (Київ: Арт Книга, 2015), 94–97.
- Links vom Krieg, in: Jungle World 5, 29. Januar 2015.
- „Bergarbeiter arbeiten auch unter Beschuß“, in: Jungle World 8, 19. Februar 2015.
- Закони істини: 2558, 2538, in: Політична Критика, 12.04.2015.
- Bedenkliches Gedenken, in: Jungle World 16, 16. April 2015.
- Keiner von uns, in: Jungle World 18, 30. April 2015.
- Stolz und Vorurteil, in: Jungle World 24, 11. Juni 2015.
- Schießerei mit dem Rechten Sektor, in: Jungle World 30, 23. Juli 2015.
- Vierter Internationaler Antifaschistischer Kongress in Krasnodon (Donbass).
- Iljin-Mode in Russland:Putins braune Metaphernschleuder, in: Reft&Light, 23.01.2017.
- Separatisten nicht aller Länder vereinigt euch!, in: Reft&Light, 10.01.2017.
- Липневі грози в місті роз: Шахтарські протести 1989–1991 років у контексті Перебудови, in: Кіноревізія Донбасу 2, ред. Станіслав Мензелевський (Київ: Національний центр Олександра Довженка, 2017), 272–275.
- How Right is the Left?, in: Eurozine 15. Mai 2018.
- Больова точка: справа Івана Дем’янюка, in: Krytyka Juni 2019.
- Двері, що обертаються вічно, або Особливості «перформативних підтверджень»: відповідь на критику „Спільного“, in: Krytyka Februar 2020.
- Our Great Neighbour Russia: Cultural and Historical Background of Russophilia in Germany in the Context of the „Ukraine Crisis“, in: The Kremlin’s Influence Quarterly # 3 / 2021, 46–56.
- Eine Region im Fokus der Politik. Der Donbas im 20. Und frühen 21. Jahrhundert, in: Stefan Rindlisbacher/Dmitri Tolkatsch (Hrsg.), Die heutige Ukraine und ihre sowjetischen Wurzeln. (Tagungen zur Ostmitteleuropaforschung; 39). Marburg 2021, 45–56.
- Wer sind die Gewinner der Marktwirtschaft? ebd., 75–92.
- Appeasement ist der falsche Weg, in: FAZ 301, 27. Dezember 2021, S. 9 und FAZ.NET
- Der erste Tag im Krieg, in: FAZ.NET 25. Februar 2022.
- Was heißt Frieden mit Russland?, in: FAZ 76 31. März 2022, S. 11.
- Der Mythos vom „Wandel durch Handel“ und das Problem von Nord Stream 2, in: ukraineverstehen 7. März 2022.
- Genug von der germanischen Linken, in: Jungle World 20, 19. Mai 2022.
- Ukraine, Linke. Antwort zu Peter Nowak Beitrag „Keine Boni für Nationalisten“, in: Freitag 10. Juni 2022.
- „Ziel und Mittel: Schwere Waffen für die Ukraine“, in:  ukraineverstehen, 26. Juli 2022.
- Wieso glaubt ihr Deutschen, dass wir Ukrainer den krieg nicht gewinnen können?, in: Der Spiegel 25. Juli 2022.
- Ein „besonderes Verhältnis“ und die Notwendigkeit, es umzudenken, in: IWMpost 129 (Spring/Summer 2022) S. 4.
- Von der moralischen Überlegenheit in absentia: Antwort auf den Beitrag von Christian Baron, in: Freitag 10. Januar 2023.

### Herausgeberschaft
- Двадцять років капіталізму в Україні: історія однієї ілюзії. Art knyha, Kyjiw 2015. ISBN 978-617-679-179-9

### Interviews
- „Die Bergarbeiter dachten: wenn der Markt kommt, dann werden die Fabriken den Arbeitern gehören“, in: Forum Transregionale Studien, 30. August 2019
- Nicholas Potter, Wie geht es den Menschen in Kiew?, in: Belltower News 24. Februar 2022.

### Radio-Feature
- Ob man in den Krieg ziehen soll. Überlegungen eines Feiglings, in: SWR 2, 19. Februar 2023